# Мертин Фердинанд Брюкнер из Брюкенштейна

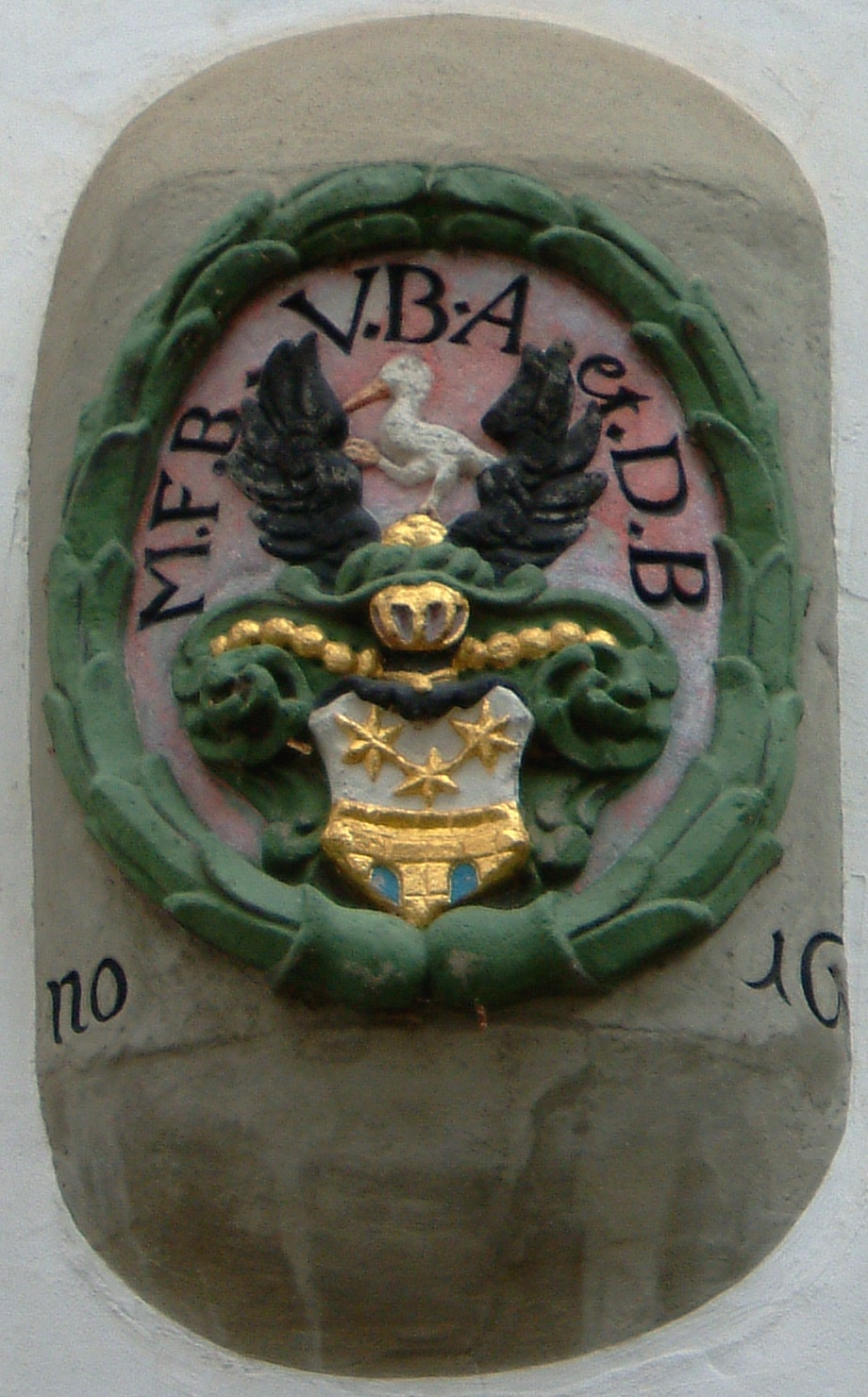
Герб Мертина Фердинанда Брюкнера. Фрагмент барельефа на епископском доме, Баутцен

Мертин Фердинанд Брюкнер из Брюкенштейна, немецкий вариант — Мартин Фердинанд Брюкнер фон Брюкенштейн (англ. Měrćin Ferdinand Brückner z Brückensteina, нем. Martin Ferdinand Brückner von Brückenstein, 1632 год, деревня Нова-Вес около Кулова — 1 февраля 1700 год, Будишин) — католический прелат, серболужицкий общественный деятель, префект апостольской префектуры Мейсена с 6 мая 1676 года по 1 февраля 1700 год.

## Биография
Родился в 1632 году в лужицкой деревне Нова-Вес около города Кулов. В 1657 года был рукоположён в священника, после чего служил в Будишине. Будучи священником, занимался организацией образования среди серболужицких католиков и установлением серболужицко-чешских политических отношений. В 1659 году основал в церкви Либфрауэнкирхе в Будишине серболужицкий приход, который действует до настоящего времени.
6 мая 1676 года Римский папа Климент X назначил его префектом апостольской префектуры Мейсена. С 1676 года до своей смерти 1 февраля 1700 года был деканом настоятельского капитула святого Петра в Будишине. Около 1691 года разрешил проведение богослужений в Серболужицкой церкви на верхнелужицком языке. Установил на храме распятие с двойной перекладиной, которое в то время было символом пражской архиепархии.